# Hoga.pl
Hoga.pl – polski serwis internetowy o charakterze usługowym, założony w 2000 roku jako portal internetowy. Serwis był notowany w rankingu Alexa na miejscu 1 667 576.

## Historia
Portal Hoga.pl powstał 26 czerwca 2000 na fali zainteresowania polskich przedsiębiorców branżą internetową: równolegle z nim powstały m.in. Interia.pl i Ahoj.pl.
W początkach XXI wieku Hoga.pl był jednym z największych polskich portali internetowych. Pozytywne recenzje zbierały przede wszystkim jego serwisy poświęcone prawu, m.in. jedna z pierwszych stron w polskim internecie udostępniająca pełną treść polskich kodeksów: cywilnego, karnego, pracy, celnego itd. W ramach działu prawnego działały także autorskie serwisy, prowadzone przez specjalistów od różnych aspektów prawa. Portal posiadał również własną encyklopedię internetową pod nazwą Niezwykłe superkompendium wiedzy.
1 kwietnia 2002, w związku z trudnościami na rynku portali w Polsce, zmienił strategię i skoncentrował się na świadczeniu usług dla małych i średnich przedsiębiorstw, instytucji oraz osób prywatnych. W 2003 roku zakończono oferowanie darmowych kont pocztowych.

## Zmiany właścicielskie
Właścicielem serwisu była Hoga.pl SA z siedzibą w Gliwicach, założona w 1999 r. jako DeltaNet SA przez Grzegorza Krajewskiego.
Hoga.pl SA zadebiutowała 13 sierpnia 2001 r. na rynku wolnym Giełdy Papierów Wartościowych w Warszawie jako pierwszy portal internetowy na giełdzie. Większościowym właścicielem tej spółki zostało przedsiębiorstwo Wasko SA, które doprowadziło do fuzji obu spółek. W 2006 r. dokonano zmiany nazwy spółki z Hoga.pl SA na Wasko SA, a także emisji akcji zamiennych dla akcjonariuszy Wasko SA, notowanych od 24 stycznia 2007 na giełdzie. Akcje spółki Wasko SA noszą symbol WAS.